# Nuoto ai XVI Giochi del Mediterraneo - 400 metri stile libero femminili

## Record
Prima di questa competizione, il record del mondo (WR) e il record dei Giochi del Mediterraneo (GR) erano i seguenti:
|    | 4'00"66 | Joanne Jackson Regno Unito | 16 marzo 2009 Sheffield, Regno Unito |
| GR | 4'08"90 | Laure Manadou Francia      | 24 giugno 2005 Almería, Spagna       |

Durante l'evento sono stati migliorati i seguenti record:
| Data      | Evento      | Atleta              | Nazione | Tempo   | Record |
| --------- | ----------- | ------------------- | ------- | ------- | ------ |
| 27 giugno | 2ª batteria | Federica Pellegrini | Italia  | 4'05"11 | GR     |
| 27 giugno | Finale      | Federica Pellegrini | Italia  | 4'00"41 |        |

## Batterie
Sabato 27 giugno, ore 11:30 CEST.
Si sono svolte 2 batterie di qualificazione. Le prime 8 atlete si sono qualificate direttamente per la finale. Sophie Huber e Margaux Fabre non si sono qualificate per la finale, in quanto il numero massimo di atleti per nazione è pari a due.
| #  | Batteria | Corsia | Atleta                        | Nazionalità | Tempo   | Note  |
| -- | -------- | ------ | ----------------------------- | ----------- | ------- | ----- |
| 1  | 2        | 4      | Federica Pellegrini           | Italia      | 4'05"11 | Q, GR |
| 2  | 1        | 4      | Coralie Balmy                 | Francia     | 4'09"49 | Q     |
| 3  | 2        | 5      | Ophélie-Cyrielle Étienne      | Francia     | 4'11"98 | Q     |
| 4  | 1        | 5      | Erika Villaécija              | Spagna      | 4'12"29 | Q     |
| 5  | 2        | 3      | Patricia Castro Ortega        | Spagna      | 4'13"60 | Q     |
| 6  | 1        | 3      | Sophie Huber                  | Francia     | 4'16"10 |       |
| 7  | 2        | 7      | Nina Cesar                    | Slovenia    | 4'16"15 | Q     |
| 8  | 1        | 6      | Margaux Fabre                 | Francia     | 4'17"49 |       |
| 9  | 2        | 6      | Giulia Bolgiani               | Italia      | 4'18"85 | Q     |
| 10 | 2        | 2      | Nika Karlina Petric           | Slovenia    | 4'19"28 | Q     |
| 11 | 1        | 2      | Eleftheria-Evgenia Efstathiou | Grecia      | 4'20"20 |       |
| 12 | 2        | 1      | Yesim Giresunlu               | Turchia     | 4'23"43 |       |
| 13 | 1        | 7      | Kalliopi Araouzou             | Grecia      | 4'25"44 |       |
| 14 | 1        | 1      | Zineb El Hazzaz               | Marocco     | 4'42"65 |       |

## Finale
Sabato 27 giugno, ore 18:42 CEST.
| Posizione | Corsia | Atleta                   | Paese    | Tempo   | Note |
| --------- | ------ | ------------------------ | -------- | ------- | ---- |
|           | 4      | Federica Pellegrini      | Italia   | 4'00"41 | WR   |
|           | 5      | Coralie Balmy            | Francia  | 4'05"37 |      |
|           | 6      | Erika Villaécija         | Spagna   | 4'08"85 |      |
| 4         | 2      | Patricia Castro Ortega   | Spagna   | 4'10"01 |      |
| 5         | 3      | Ophélie-Cyrielle Étienne | Francia  | 4'11"13 |      |
| 6         | 7      | Nina Cesar               | Slovenia | 4'11"96 |      |
| 7         | 1      | Giulia Bolgiani          | Italia   | 4'16"82 |      |
| 8         | 8      | Nika Karlina Petric      | Slovenia | 4'18"82 |      |